# Bythocrotus
Genre
Bythocrotus est un genre d'araignées aranéomorphes de la famille des Salticidae.

## Distribution
Les espèces de ce genre sont endémiques d'Hispaniola.

## Liste des espèces
Selon World Spider Catalog (version 18.0, 15/03/2017) :
- Bythocrotus cephalotes (Simon, 1888)
- Bythocrotus crypticus Zhang & Maddison, 2012

## Publication originale
- Simon, 1903 : Histoire naturelle des araignées. Paris, vol. 2, p. 669-1080 (texte intégral).